# Minucia bitincta
Minucia bitincta är en fjärilsart som beskrevs av Franz Dannehl 1926. Minucia bitincta ingår i släktet Minucia och familjen nattflyn. Inga underarter finns listade i Catalogue of Life.